# Ignacio Bonillas

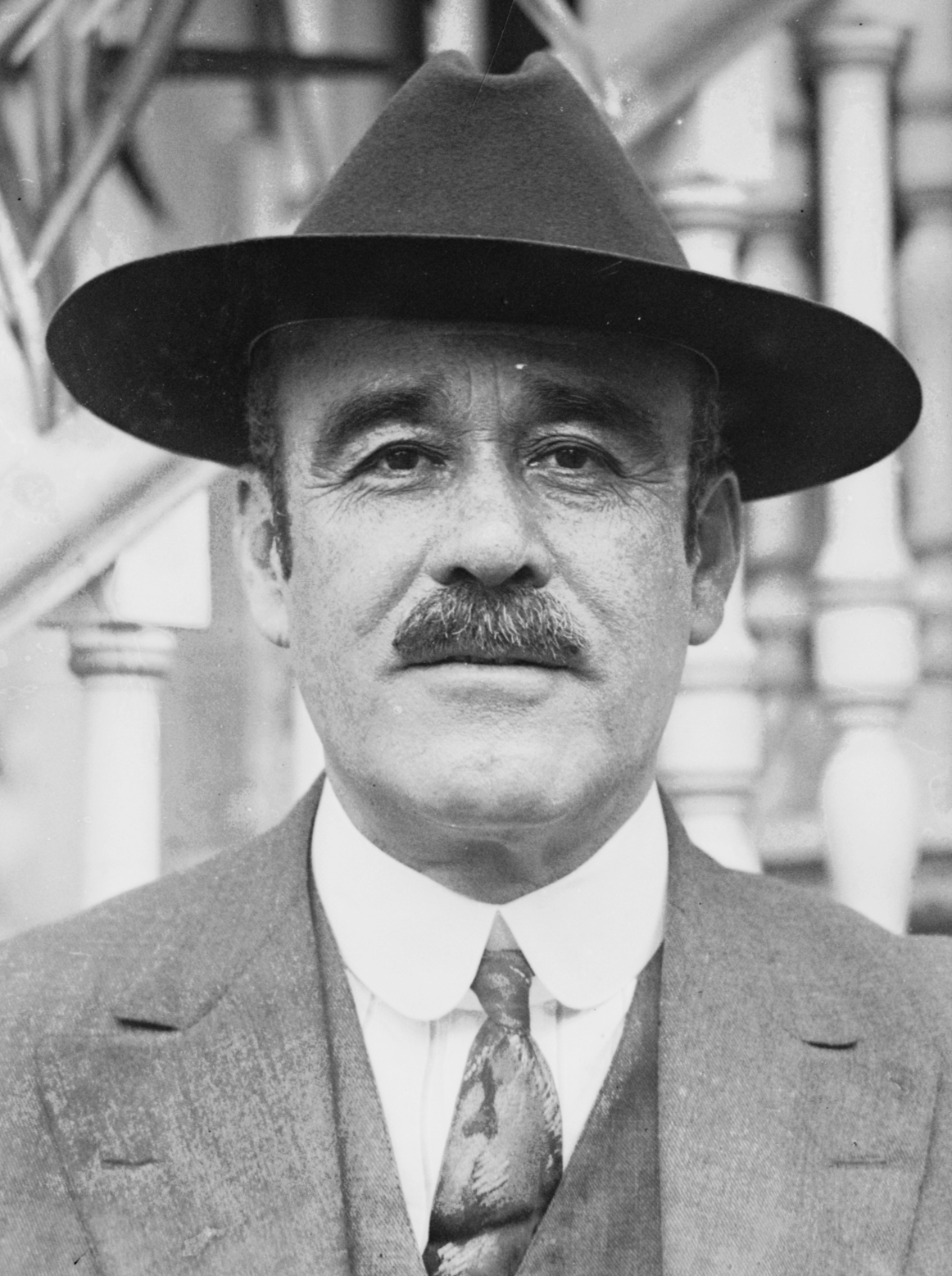
Ignacio Bonillas

Ignacio Bonillas Fraijo (Magdalena de Kino, 1858 - Washington D.C., 1942) was een Mexicaans diplomaat en politicus.
Bonillas was afkomstig uit de staat Sonora. Bonillas studeerde civiele techniek aan de Universiteit van Boston en huwde een Amerikaanse. Hij sloot zich aan bij de Nationale Antiherverkiezingspartij van Francisco I. Madero waarvoor hij tot burgemeester van Nogales en in 1911 in de Kamer van Afgevaardigden werd gekozen. Na de omverwerping van Madero door Victoriano Huerta sloot Bonillas zich aan bij het Constitutionalistisch Leger van Venustiano Carranza. Bonillas diende als minister van communicatie en later van oorlog onder Carranza en werd in 1917 tot ambassadeur in de Verenigde Staten benoemd.
Bonillas werd door Carranza aangewezen als presidentskandidaat voor de verkiezingen van 1920. Bonillas gold echter als volslagen onbekende, waardoor Carranza een groot deel van de bevolking en het leger, die liever Álvaro Obregón als president hadden gezien, van zich vervreemdde. Enkele generaals proclameerden het plan van Agua Prieta waarmee Carranza omver werd geworpen en op de vlucht werd gedood. Bonillas' politieke rol was na 1920 uitgespeeld. Hij overleed in 1942 in de Verenigde Staten.